# Inverno (romanzo)
Inverno è un romanzo della scrittrice scozzese Ali Smith, pubblicato nel 2017 e tradotto due anni dopo in Italia da edizioni SUR. È il secondo della tetralogia di romanzi dedicata alle stagioni.

## Trama
(Ali Smith, Inverno)
Protagonista del romanzo è la famiglia Cleves: Sophia, una donna d'affari anziana e sola, da pochi giorni trasferitasi nella sua enorme casa in Cornovaglia (Chei Bre, in cornico "Casa della Mente"), da tempo disabitata e in cattivo stato; il figlio Art, che si occupa di violazioni di copyright per un'azienda multinazionale e - per diletto - di un blog naturalistico; Iris, la sorella di Sophia, con cui quest'ultima ha rotto i rapporti da circa trent'anni, perché intollerante del suo attivismo politico e delle sue posizioni intransigenti (Iris è pacifista e ambientalista ad oltranza, ha preso parte al Greenham Common Women's Peace Camp ed è appena tornata dalla Grecia dove ha svolto attività di volontariato assistendo immigrati e rifugiati). Personaggio esterno alla famiglia, ma di fondamentale importanza, anche simbolica, nell'evoluzione del romanzo è Lux (portatrice di luce), una ragazza di origini croate conosciuta per caso da Art, che viene da questi ingaggiata per sostituire l'ex fidanzata Charlotte al pranzo di Natale della madre, che non ha mai conosciuto la compagna del figlio e non è al corrente dell'avvenuta rottura di questo rapporto.
Di ogni personaggio verranno ricostruiti, a ritroso, la storia, il carattere, le aspettative e le inquietudini, la natura delle relazioni con gli altri. Tutti, ad eccezione di Iris, chiamata in un secondo momento da Art per assistere la madre, caduta in uno stato di prostrazione psicofisica (non mangia più e vede in continuazione una testa infantile, senza corpo, che fluttua nell'aria), si incontreranno nella casa di famiglia la vigilia di Natale. Quando Lux rivelerà la sua vera identità, Sophia, scoprendo che è un'immigrata, reagirà istintivamente alla presenza della ragazza nella sua casa (e nel suo paese) con la mentalità del "noi contro loro", eco dell'animosità della Brexit. Ma sarà proprio questa intrusa e "straniera", con la sua presenza e il suo intervento discreto e distaccato, a fungere da elemento di raccordo, e a riavvicinare Iris, Sophia e Art. 
Sullo sfondo, popoleranno il romanzo, ricchi di metafore, i film di Elvis Presley (GI Blues), Charlie Chaplin (Il grande dittatore) ed Elizabeth Taylor (Gran Premio), i romanzi di Dickens, le opere di Shakespeare e le sculture di Barbara Hepworth. Presente anche un riferimento al critico e lessicografo Samuel Johnson, autore di uno dei primi dizionari inglesi moderni, e persona assolutamente da non confondersi, avvertirà Lux, con il politico Boris Johnson, di cui rappresenta l'antitesi, essendo stato lo studioso “un uomo a cui interessava il significato delle parole, e non uno i cui interessi privano le parole di ogni significato." 

## Riferimenti letterari
Il romanzo richiama Christmas Carol di Charles Dickens in diversi punti: l'incipit di Inverno: "Dio era morto: tanto per cominciare" allude a quello dickensiano "Marley era morto, tanto per incominciare", così come la penultima riga del romanzo di Smith "Che Dio ci aiuti, tutti!", è simile al finale "Dio ci benedica, tutti!" del Canto di Natale. Uguale è il contesto temporale delle due opere (la vigilia di Natale), e diverse somiglianze si trovano nei personaggi di Scrooge (citato verso la fine del libro dalla stessa Iris) e di Sophia. Sophia, come il vecchio avaro, è incurante degli affetti; "Paperone dei nostri tempi" vive sola in una casa con 16 camere da letto, ha anteposto il lavoro alla vita familiare, e dopo averli invitati, ha lasciato gli ospiti senza viveri: il suo frigo è vuoto. Come Scrooge, è vittima di fantasmi.
L'altro importante riferimento letterario di Inverno è l'ultima opera di Shakespeare Cymbeline. Lux rivela di essere venuta in Inghilterra proprio per studiare questa commedia "che parla di un regno immerso nel caos, bugie, lotte di potere, divisioni e un sacco di avvelenamenti, anche autoavvelenamenti [...] dove tutti fingono di essere qualcun altro o qualcos’altro".
(Ali Smith, Inverno)
Fra i progenitori letterari di Smith sono stati indicati "il grido satirico di Muriel Spark (che Smith ammira)" e Virginia Woolf, per l'influenza del monologo interiore, l'interesse per gli artisti e il concetto di creatività non legata al genere.

## Recensioni
Stephanie Merritt su The Guardian ha sottolineato il carattere sperimentale del romanzo e dell'intera tetralogia, scritta da Smith con l'idea di vagliare la possibilità di catturare la contemporaneità all'interno di una storia, e di trasmettere gli eventi accaduti in immediata prossimità della data di pubblicazione dell'opera: un esempio ne sarebbero i casi, citati nel romanzo, dell'Incendio della Grenfell Tower o degli auguri di Buon Natale del Presidente Trump agli scout durante il Jamboree nazionale del 2017.  Secondo Merritt un'immagine costante nel romanzo è quella rappresentata dalla tenacia della natura e della luce.
Dwight Gardner su The New York Times, precisando come Inverno non sia il sequel di Autunno, rileva nei due romanzi una condivisione di temi e strategie: la non linearità del tempo del racconto, i flashback e i continui salti temporali usati per definire le personalità dei personaggi, gli studi universitari delle protagoniste (Lux ha studiato letteratura prima di dover abbandonare il college), l'aspetto precario del loro futuro, lavorativo e umano. Infine, il rapporto e lo scambio di opinioni fra giovani e anziani (Elisabeth e Daniel in Autunno, Sophia e Lux, Iris e Art in Inverno), l'inclusione nel racconto di un'artista inglese poco conosciuta, per introdurne e valorizzarne l'opera (in Autunno era Pauline Boty, qui è l'artista e scultrice Barbara Hepworth), e la struttura "elastica" del romanzo, che consente all'autrice la libertà di improvvisare, di combinare in un collage verità e finzione, ritenuta la cifra principale delle sue opere.
Lucy Scholes su The Independent ritiene il libro "una testimonianza dei poteri miracolosi delle arti creative" e paragona il funzionamento dei romanzi di Smith ad una delle sculture di Hepworth. Quando Danny, l'unico e fugace amore della vita di Sophie, le mostra due pietre scolpite da Hepworth che conserva nella sua casa, così Smith descrive i pensieri che Sophie, dopo aver esaminato l'opera girandole attorno, non rivela all'uomo, molto più esperto di lei di arte, per timore di sembrargli una che vuol fare bella figura: 
(Ali Smith, Inverno)
Secondo Harald Pittel Inverno è un'allegoria che va oltre la drammatizzazione delle divisioni sociali percepite ed effettive, investendo la questione del rapporto tra arte e politica. All'interno di questa prospettiva, Sophia incarna una visione dell'arte come ideale contemplativo separato dal quotidiano (il soprannome con cui Iris chiama Sophia, "Philo", alluderebbe a questa dimensione), mentre Iris - critica nei confronti della sorella che lontana dal coltivare questa intuizione avrebbe finito con il sottomettere l'arte al mercato - rappresenta la posizione opposta: l'identità fra arte e politica in quanto entrambe parte della dimensione umana. Ispirato da Iris e da Lux, che funge da elemento di cambiamento, Art scopre che il suo interesse per la natura deve essere completamente trasformato, abbandona l'idea dell'autonomia della natura dalla politica e trasforma il suo blog “Art in Nature” in un progetto collaborativo aperto alla dimensione e alla critica sociale. La riunione di famiglia a Santo Stefano, resa possibile da Lux, riavvicina Sophia e Iris, contro ogni previsione. Il romanzo finisce in tono riconciliante, dimostrando la possibilità di superamento di un conflitto tra prospettive apparentemente incompatibili. In questo modo, secondo Harald Pittel, Smith risponderebbe alla crisi attuale dando un nuovo significato politico al Natale, contro quell'idea superficiale manifestata da Trump che riflette l'inverno come desolazione della mente e del cuore.
James Wood nel suo articolo sul New Yorker ritiene questo secondo libro della tetralogia meno coeso e compiuto del precedente, e in alcuni punti, pericolosamente didascalico: "Ma cosa farà il mondo" chiede Lux "se non siamo in grado di risolvere il problema di milioni e milioni di persone che non hanno una casa o che ce l’hanno ma non ci riescono a vivere, a parte dirgli andate via e costruire muri e barriere? [...]. Gli esseri umani devono studiarsi delle strategie migliori, ed essere più generosi. Dobbiamo trovare una risposta migliore."  Wood rileva tuttavia diversi aspetti positivi del romanzo: uno di questi è rappresentato dalla sua solarità, dal presentarsi come un'opera ricca di giochi di parole, dolcezza e umorismo, nonostante il suo legame con l'attualità e con il periodo cupo della Brexit: "il romanzo termina più come una commedia shakespeariana che come una tragedia politica, dentro un clima di ottimista rinascita e di unità familiare". 